# Любимівка (Баштанський район)
Люби́мівка — село в Україні, у Снігурівській міській громаді Баштанського району Миколаївської області. Населення становить 121 особу.

## Населення

### Мова
Розподіл населення за рідною мовою за даними перепису 2001 року:
| Мова       | Кількість | Відсоток |
| ---------- | --------- | -------- |
| українська | 120       | 99.17%   |
| російська  | 1         | 0.83%    |
| Усього     | 121       | 100%     |